# Rudolph Maté
Rudolph Maté, de nom Rudolf Mayer (Cracòvia, Imperi Austrohongarès, 21 de gener de 1898 − Hollywood, Califòrnia, 27 d'octubre de 1964) va ser un director de fotografia, director de cinema i productor polonès.
Va ser un dels caps operadors de més anomenada. Es va donar a conèixer el 1928 pel seu treball sobre  La Passion de Jeanne d'Arc sota la direcció de Carl Theodor Dreyer i va treballar després en les pel·lícules més prestigioses, destacant Prix de beauté.
El 1935 marxa a Hollywood on treballarà 12 anys (entre altres a Seven Sinners  (1940) i Gilda (1946) abans de passar a la direcció el 1947, amb tanmateix un èxit menor, malgrat pel·lícules memorables com D.O.A. (1950) o When Worlds Collide (1951).

## Filmografia

### Director de fotografia
- 1920: Alpentragödie
- 1923: Der Kaufmann von Venedig
- 1925: Pietro der Korsar
- 1927: Unter Ausschluß der Öffentlichkeit
- 1927: Die Hochstaplerin
- 1928: La Passion de Jeanne d'Arc de Carl Theodor Dreyer
- 1928: Prix de beauté
- 1931: Le Monsieur de minuit
- 1932: Monsieur Albert de Karl Anton
- 1932: La Couturière de Lunéville
- 1932: Vampyr (Vampyr - Der Traum des Allan Grey) de Carl Theodor Dreyer
- 1932: Aren't we all?
- 1933: Une femme au volant
- 1933: Paprika
- 1933: Les Aventures du roi Pausole d'Alexis Granowsky
- 1933: A les rues de Victor Trivas
- 1933: Die Abenteuer des Königs Pausole
- 1934: Le Dernier Milliardaire de René Clair
- 1934: Liliom de Fritz Lang
- 1934: Nada más que una mujer
- 1935: Dantes inferno de Harry Lachman
- 1935: Navy Wife
- 1935: Dressed to Thrill
- 1935: Metropolitan de Richard Boleslawski
- 1935: Professional Soldier
- 1935: Charlie Chan in Shanghai de James Tinling (cameraman; No surt als crèdits)
- 1936: Charlie Chan's Secret de Gordon Wiles
- 1936: A Message to Garcia de George Marshall
- 1936: Our Relations de Harry Lachman
- 1936: Come and Get It de Howard Hawks i William Wyler
- 1937: Outcast
- 1937: Stella Dallas de King Vidor
- 1938: Les aventures de Marco Polo (The Adventures of Marco Polo) d'Archie Mayo
- 1938: Bloqueig (Blockade)
- 1938: Youth Takes a Fling
- 1938: Trade Winds de Tay Garnett
- 1939: Love Affair de Leo McCarey
- 1939: La jungla en armes (The Real Glory)
- 1940: La meva dona favorita (My Favorite Wife) de Garson Kanin
- 1940: Enviat especial (Foreign Correspondent) d'Alfred Hitchcock
- 1940: Seven Sinners de Tay Garnett
- 1941: Lady Hamilton (That Hamilton Woman) d'Alexander Korda
- 1941: The Flame of New Orleans de René Clair
- 1941: It Started with Eve de Henry Koster
- 1942: Ser o no ser (To Be or Not to Be) d'Ernst Lubitsch
- 1942: L'orgull dels ianquis (The Pride of the Yankees)
- 1943: They Got Me Covered
- 1943: Sahara de Zoltan Korda
- 1944: Les models (Cover Girl) de Charles Vidor
- 1944: Address Unknown de William Cameron Menzies
- 1945: Aquesta nit i sempre (Tonight and Every Night) de Victor Saville
- 1945: Over 21
- 1946: Gilda de Charles Vidor
- 1947: La deessa de la dansa (Down to Earth) d'Alexander Hall
- 1947: It Had to Be You de Don Hartman
- 1947: La dama de Xangai (The Lady from Shanghai) d'Orson Welles

### Director
- 1948: The Dark Past
- 1950: No Sad Songs for Me
- 1950: Amb les hores comptades (D.O.A.)
- 1950: Union Station
- 1950: Marcat a foc (Branded)
- 1951: The príncep Who Was a Thief
- 1951: When Worlds Collide
- 1952: The Green Glove
- 1952: Paula
- 1952: Sally and Saint Anne
- 1953: The Mississippi Gambler
- 1953: Perseguida (Second Chance)
- 1953: Forbidden
- 1954: The Siege at Red River
- 1954: The Black Shield of Falworth
- 1955: Homes violents (The Violent Men)
- 1955: Horitzons blaus (The Far Horizons)
- 1955: Aquells anys difícils (The Rawhide Years)
- 1956: Miracle in the Rain
- 1956: Port Àfrica (Port Afrique)
- 1957: La llei dels forts (Three Violent People)
- 1958: The Deep Six
- 1959: For the First Time
- 1960: The Barbarians
- 1962: Il Dominatore dei sette mari co-dirigida amb Primo Zeglio
- 1962: The 300 Spartans
- 1963: Aliki My Love

### Productor
- 1948: The Return of October
- 1962: The 300 Spartans

## Premis i nominacions

### Nominacions
- 1940: Oscar a la millor fotografia per Enviat especial (Foreign Correspondent)[4]
- 1941: Oscar a la millor fotografia per Lady Hamilton (That Hamilton Woman)[5]
- 1942: Oscar a la millor fotografia per L'orgull dels ianquis (The Pride of the Yankees)[5]
- 1943: Oscar a la millor fotografia per Sahara[6]
- 1944: Oscar a la millor fotografia per Les models (Cover Girl) (amb Allen M. Davey)